# 粉嶺繞道

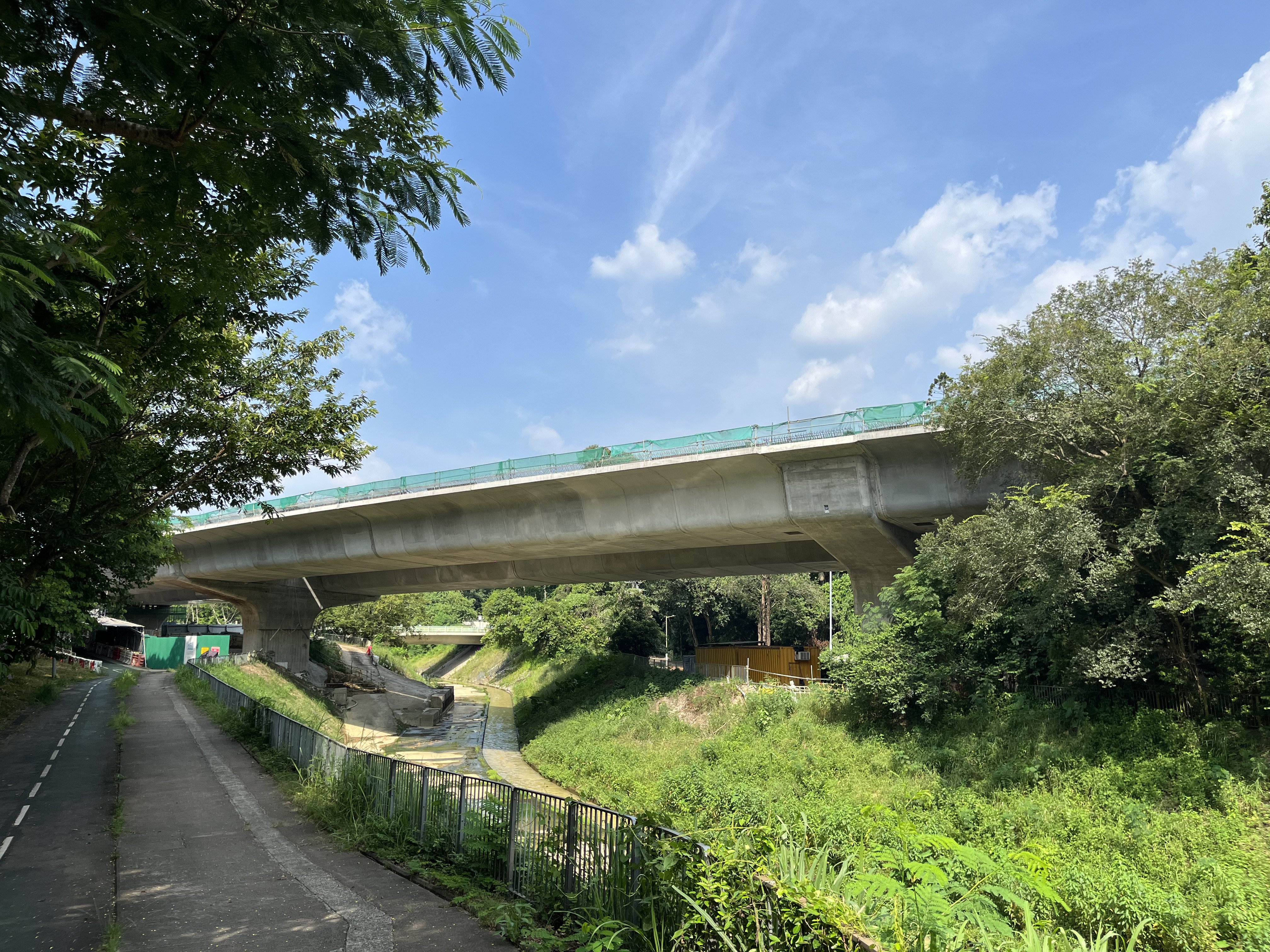
在麻笏河上興建中的粉嶺繞道

粉嶺繞道（英語：Fanling Bypass）是香港一條興建中的快速公路，其東段首先興建，由粉嶺公路向北分岔，上跨東鐵綫軌道後繞過塘坑村，沿麻笏河向北，至聯和墟外設一處交匯處，然後在鳳凰嶺邨外繞過，並在麻笏河與梧桐河交界處跨過梧桐河，至石湖新村迴旋處為止。西段則由石湖新村迴旋處繼續向西延伸，沿梧桐河北岸而行，至文錦渡路為止。粉嶺繞道東段斥資22.68億港元興建，並於2024年9月完成將7000噸重的行車橋在東鐵綫軌道上成功旋轉，創下香港紀錄。另外，橫跨粉嶺繞道的兩條行人天橋採用國家級S960超高強度鋼材，同時採用香港理工大學研發的燒焊方式以節省鋼材，減輕橋樑重量，並降低建造成本近三成，亦為香港首創。